# Kimberworth
Kimberworth est une banlieue de Rotherham, dans le Yorkshire du Sud, en Angleterre.

## Géographie
Kimberworth est situé dans l'arrondissement métropolitain de Rotherham, à environ 3,5 km au nord-ouest du centre-ville de Rotherham et à 7,6 km au nord-est de la ville de Sheffield.